# Lijst van fictieve misdadigers
Dit is een lijst van fictieve personen die misdadiger zijn. Het kunnen personages zijn uit videogames, de literatuur, de film, de strip of uit televisiereeksen.

## A
- Abra Kadabra
- Agony
- Ali-ben-Salami (uit Suske en Wiske)
- Alistair Smythe
- Allan Thompson
- American Adolph
- Anatool (uit Jommeke)
- Apocalypse
- Arcade
- Arend Akelig (uit Mickey Mouse)
- Arpin Lusène
- Arsène Lupin
- Avalanche

## B
- B100
- B2 (uit Bassie en Adriaan)
- Baldon (uit Eric de Noorman)
- Balthazar (uit De Kiekeboes)
- Bane
- Baron Blitzkrieg
- Baron Mordo
- Baron Van Neemweggen (De Baron)
- Baron Zemo
- Baroness Paula Von Gunther
- Baxter Stockman
- Big Boss and his gang
- Bizarro
- Black Hand
- Black Spider
- Black Tom Cassidy
- Blackbird
- Blackheart
- Blob
- Boforce (uit Storm)
- Bowser (uit Super Mario Bros.)
- Blue Snowman
- Boris Boef (uit Mickey Mouse)
- Brainiac
- Bruce (de mechanische haai die een hoofdrol 'speelt' in de film Jaws)
- Bul Super (uit Bommelsaga)
- Bullseye

## C
- Captain Boomerang
- Captain Cold
- Carnage
- Cassandra Nova
- Catman
- Catwoman
- Chameleon
- Cheetah
- Christopher Moltisanti
- Clayface
- Clock King
- Cluemaster
- Composite Superman
- Copperhead
- Fredo Corleone (uit The Godfather)
- Michael Corleone (uit The Godfather)
- Sonny Corleone (uit The Godfather)
- Vito Corleone (uit The Godfather)
- Corrado "Junior" Soprano
- Cruella de Vil (uit 101 Dalmatiërs (1961))

## D
- De Daltons (uit Lucky Luke)
- Darkseid
- Darth Sidious (uit Star Wars)
- Darth Vader (uit Star Wars)
- Danny Ocean (uit Ocean's 11)
- Dédé la Canaille (uit De Kiekeboes)
- Demogoblin
- Dokter Müller (uit De avonturen van Kuifje)
- Doomsday
- Doppelganger
- Dormammu
- Dr. Alchemy
- Dr. Claw
- Dr. Cyber
- Dr. Death
- Dr. Doom
- Dr. Doomsday
- Dr. Heinz Doofenshmirtz
- Dr. Double X
- Dr. Eggman
- Dr. Evil (uit Austin Powers)
- Dr. Moon
- Dr. No (uit Dr. No (James Bond))
- Dr. Octopus
- Dr. Poison
- Dr. Polaris
- Dr. Psycho
- Dr. X (uit Action Man)
- The Dragon Lady (uit Terry and the Pirates)
- Draska Nishki

## E
- Electro
- Enchantress
- Ernst Stavro Blofeld (uit James Bond)
- Eviless
- Executioner

## F
- Fantômas
- Fault Zone
- Fawful (uit de Mario & Luigi spellen)
- Female Furies
- Fer-de-Lance

## G
- Galactiac
- Galactus
- Gargamel (uit De Smurfen)
- De Generaal (uit De Generaal)
- General Zod (uit Superman)
- Gentleman Killer
- Giganta
- Golden Glider
- Goldface
- Goldfinger (uit Goldfinger)
- Gorilla Grodd
- Green Goblin (uit Spider-Man)
- Green Skull
- Grey Gargoyle
- Gríma Slangtong
- Gollem (uit Lord Of The Rings)
- Ganondorf

## H
- Hammerhead
- Hank Henshaw
- Hannibal Lecter (uit Manhunter, Silence Of The Lambs)
- Harley Quinn
- Heer Voldemort (uit Harry Potter)
- Hiep Hieper  (uit de Bommelsaga)
- Hobgoblin
- Hornet
- Hydro-Man
- Hypnota

## I
- Indigo
- Ironsides

## J
- Jabba The Hutt (uit Star Wars)
- Jackal
- Jaws (uit de James Bondfilm The Spy Who Loved Me)
- Jigsaw (uit Saw)
- Joker (uit Batman)
- Joris Goedbloed (uit de Bommelsaga)
- Juggernaut
- Judge Doom (uit Who Framed Roger Rabbit)
- Justin Hammer

## K
- Kaine
- Kane (uit Command & Conquer)
- Killer Croc
- Killer Moth
- Boris Kloris (uit Agent 327)
- Koningin van Onderland (uit De Kronieken van Narnia)
- De koningin van Onderland (uit Jommeke)
- Krang (uit Teenage Mutant Ninja Turtles)
- Kraven the Hunter
- Krimson (uit Suske en Wiske)
- Kwak en Boemel (uit Jommeke)
- Kingpin

## L
- Lady Death
- Lady Deathstrike
- Lady Octopus
- Lady X  (uit Buck Danny)
- Lasher
- Lauri (uit Eric de Noorman)
- Leady Shiva
- Leatherface (uit The Texas Chainsaw Massacre)
- Lex Luthor (uit Superman)
- The Lizard
- Lobo Brothers
- Loki

## M
- Mad Hatter
- Madelyne Pryor
- Magneto
- Major Force
- Man Beast
- Man-Bat
- Man-Bull
- Mandarin
- Man-Killer
- Marduk (uit Storm)
- Master Mold
- Mastermind (Martinique Jason)
- Mastermind
- Matsuoka (uit Nero)
- Maxie Zeus
- Arcturus Mengsk
- Mephisto
- Mesmero
- Metallo
- Midas Wolf (uit Donald Duck)
- Miles Mayhem
- Mindworm
- Minister Blizzard
- Mirror Master
- Mister Negative (Martin Li)
- Mister Sinister
- Mojo
- Mojo Jojo (uit The Powerpuff Girls)
- Mole Man
- Molecule Man
- Molten Man
- Mona Menise
- Tony Montana (uit Scarface)
- Morgan Edge
- Morgana
- Morgoth
- Mouse Man
- Mr. Element
- Mr. Fear
- Mr. Freeze
- Mr. Mxyzptlk
- Multi-Man
- Mumm-Ra (uit Thundercats)
- Mysterio
- Mystique

## N
- Nazgûl (uit Lord Of The Rings)
- New Goblin
- Nightfall
- Niko Bellic
- Nocturna

## O
- Ocean Master
- Oddjob (uit James Bond)
- Olrik (uit Blake en Mortimer)
- Onslaught

## P
- Paper Man
- Parasite
- Hocus P. Pas (uit de Bommelsaga)
- Patrick Bateman
- Phage
- Penguin (uit Batman)
- Poison Ivy
- Prankster
- Professor Milo
- Professor Moriarty (uit Sherlock Holmes)
- Puppet Master
- Pyro

## Q
- Queen Clea
- Queen of Fables

## R
- Rainbow Raider
- Ra's al Ghul
- Rat King
- Ratsjenko (uit Nero)
- Red Hood
- Red Skull
- Reverse-Flash
- Rhino
- Ricardo (uit Nero)
- Riddler (uit Batman)
- Riot
- Rastapopoulos (uit De avonturen van Kuifje)
- Rodion Raskolnikow
- Randall Flagg

## S
- Sabretooth
- Sandman
- Sardonis
- Saruman (uit Lord Of The Rings)
- Sauron
- Savantas (uit Suske en Wiske)
- Scar (uit De Leeuwenkoning)
- Scaramanga
- Scarecrow
- Boris Schlossing (uit Aymone)
- Scorpion
- Sebastian Shaw
- Sentinels
- Shade
- Shadow King
- Shocker
- Shredder (uit Teenage Mutant Ninja Turtles)
- Shriek
- Joachim Sickbock (uit de Bommelsaga)
- Silver Sable
- Silvio Dante
- Sin-Eater
- Sinestro
- Snoeffel & Gaffel (uit Suske en Wiske)
- Snuf en Snuitje (uit Pipo de Clown)
- Solomon Grundy
- Anthony Soprano Sr. (uit The Sopranos)
- Sphinx
- Spider-Slayer
- Spider-Woman (Charlotte Witter) (uit Spider-Man)
- Spook van de Opera, Het
- Sportsmaster
- The Spot
- Stal&In (uit Storm)
- Star Sapphire
- Stiefmoeder (uit Assepoester)
- Bul Super (uit de Bommelsaga)
- De Supervisor (uit Storm)
- Sweeney Todd (uit Sweeney Todd (musical))
- Syndrome (uit The Incredibles)

## T
- Taskmaster
- Tee Hee
- Ten-Eyed Man
- Terrax
- The Hood
- The Mask
- Thomas Hewitt
- Tigra Tropica
- Timotheus Triangl (uit De Kiekeboes)
- Tinkerer
- Toad
- Tombstone
- Tommy Vercetti
- Tovenaar-koning van Angmar
- Toyman
- Two-Face (uit Batman)

## U
- Ultra-Humanite
- Ultron
- The Underminer
- Ungoliant

## V
- Vandal Savage
- Venom
- Virman Vunderbarr
- Vlugge Japie (uit Bassie en Adriaan)
- Sludge Vohaul
- Voldemort (uit Harry potter)
- Vulture

## W
- Paulie Walnuts (uit The Sopranos)
- Weather Wizard
- William Stryker
- Wunda

## X
- Xemnu
- Xenophage

## Y
- Y'Garon
- Yandroth
- Yetrigar
- Yuri (uit Command & Conquer)

## Z
- Zoom
- Max Zorin
- Zsasz
- Zware Jongens (uit Donald Duck)
- De Zwarte Madam (uit Suske en Wiske)
- Zwarte Magica (uit Donald Duck)